# Clanculus leucomphalus
Clanculus leucomphalus is een slakkensoort uit de familie van de Trochidae. De wetenschappelijke naam van de soort is voor het eerst geldig gepubliceerd in 1905 door Verco.